# Diostrombus nike
Diostrombus nike är en insektsart som beskrevs av Rauno E. Linnavuori 1989. Diostrombus nike ingår i släktet Diostrombus och familjen Derbidae. Inga underarter finns listade i Catalogue of Life.